# Kolta Ferenc
Kolta Ferenc (eredeti neve: Klenner Ferenc) (Boldogasszonyfa, 1915. május 5./Bonyhád, 1915. november 4. – Pécs, 1973. június 11.) magyar irodalomtörténész, főiskolai tanár. A Tudományos Ismeretterjesztő Társulat (TIT) megyei szakosztályának elnöke volt.

## Életpályája
1939-ben magyar–német–francia szakos tanári oklevelet szerzett a Pécsi Tudományegyetemen. Eleinte gyakorló tanár volt (1939–1950) a pécsi városi kereskedelmi középiskolában. 1950–1953 között a Pécsi Pedagógiai Főiskola, illetve a Pécsi Tanárképző Főiskola Irodalom Tanszékének tanársegédje és adjunktusa, 1953–1973 között tanszékvezető főiskolai docense volt. 1957–1962 között a Jelenkor című folyóirat szerkesztőbizottsági tagja volt.

### Munkássága
A tanítás mellett a legtöbbet az irodalomtanítás kérdéseivel foglalkozott. 1947-ben jelent meg első vázlata az irodalomtörténet tanításához, később a felvilágosodás és a reformkor, majd a 19. sz. második felének irodalmáról és a művek elemzéséről készített jegyzeteket és szöveggyűjteményeket a pedagógiai főiskolának. Kisebb filológiai cikkeit a főiskola évkönyvében és a Jelenkor című lapban közölte. Először foglalta össze a magyar ifjúsági irodalom történetét és időszerű kérdéseit 1964-ben megjelent és utána többször kiadott jegyzetében. Sok előadást tartott Pécs és Baranya irodalmi múltjáról.

## Családja
Szülei: Klenner Teofil (1873–1939) elemi iskolai igazgató és Karner Hermina voltak. Öten voltak testvérek: Klenner Béla (1903–), Kolta (Klenner) János (1907–1983) geográfus, demográfus; Reichel Lajosné Klenner Mária és Ádám Jakabné Klenner Zsófia (Ella). Felesége, Maráth Emma volt.

## Művei
- A modern irodalomszemlélet (A pécsi városi kereskedelmi középiskola évkönyve, 1942 és külön: Pécs, 1942)
- A magyar irodalom története vázlatokban. Segédkönyv a magyar irodalomtörténet tanulásához. I–II. kötet. (Budapest, 1947)
- Petőfi Sándor (főiskolai jegyzet; Budapest, 1952; utánnyomások: 1953–1956)
- Primitív költészet (főiskolai jegyzet; Budapest, 1952; utánnyomások: 1953–1956)
- A költészet kialakulása (A Munkácsy Mihály Szabadegyetem jegyzetei. Irodalomtörténet. 1. Pécs, 1954)
- Dante (A Munkácsy Mihály Szabadegyetem jegyzetei. Irodalomtörténet. 4. Pécs, 1954)
- Gyermek- és ifjúsági irodalom (Pálfalvi Istvánnal és Péczely Lászlóval; Tanárképző főiskolai jegyzet; Budapest, 1954; 2. kiadás: 1955)
- Goethe (A Munkácsy Mihály Szabadegyetem jegyzetei. Irodalomtörténet. 11. Pécs, 1955)
- A német felvilágosodás irodalma: Lessing, Goethe, Schiller (Az Állami Pedagógiai Főiskola kiadványai. Budapest, 1955)
- Irodalmunk a felszabadulás után (Pataky Lászlóval; főiskolai jegyzet; Budapest, 1955)
- Garay János három szerelmi verse (Irodalomtörténeti Közlemények, 1956)
- Garay János ismeretlen versei (A Pécsi Pedagógiai Főiskola Évkönyve, 1956)
- Thury Zoltán a Pécsi Naplónál (A Pécsi Pedagógiai Főiskola Évkönyve, 1957)
- A magyar irodalom a felvilágosodás korában és a reformkorban. 1772–1849. (A Budapesti Pedagógiai Főiskola kiadványa. Budapest, 1957; utánnyomások: 1958–1976)
- Irodalmunk a XIX. század második felében. 1849–1905 (Harsányi Zoltánnal és Horváth Károllyal; A Budapesti Pedagógiai Főiskola kiadványa. Budapest, 1957; utánnyomások: 1958–1976)
- Istvánffy Miklós ismeretlen levele (Irodalomtörténet, 1959)
- Reviczky Gyula néhány elfelejtett írása (Irodalomtörténeti Közlemények, 1960)
- A magyar ifjúsági irodalom kezdetei (A Pécsi Pedagógiai Főiskola Évkönyve, 1960/61)
- Az ifjúsági irodalom történetének néhány elvi problémája (Pécsi Tanárképző Főiskola Tudományos Közleményei, 1963)
- Gyermek- és ifjúsági irodalom a tanító- és óvónőképző intézetek számára. (5. átdolgozott kiadás; Budapest, 1963; 6. kiadás: 1964)
- Ifjúsági irodalom (Monográfia; Budapest, 1964; 2. kiadás: 1965; 3. kiadás: 1966; 4. kiadás: 1968; utánnyomások: 1969–1978)
- Házi olvasmányok elemzése az általános iskolai irodalomtanításban (Budapest, 1964; 2. kiadás: 1966)
- A gyermekek olvasás-lélektani vizsgálatának néhány feladata (A Pécsi Tanárképző Főiskola Évkönyve, 1965)
- Húsz év ifjúsági irodalma (Jelenkor, 1965)
- Kísérletek újtípusú ifjúsági regényirodalom kialakítására 1945–1948 között (Pécsi Tanárképző Főiskola Tudományos Közleményei, 1965)
- Az ifjúsági irodalom a Magyar Írók Szövetségének pécsi vitája tükrében (Pedagógiai Szemle, 1967)
- Szöveggyűjtemény a felvilágosodás második fele és a reformkor irodalmából (Összeállította; Budapest, 1967; 2. kiadás: 1970; utánnyomások: 1971–1981)
- Az olvasóvá nevelés kérdései (Pécs, 1969)
- Irodalomtörténet. 11. A magyar irodalom a felvilágosodás korában, a reformkorban és a szabadságharc idején (Főiskolai tankönyv; Budapest, 1971)
- Móricz Zsigmond: Erdély. (Irodalomtörténeti Közlemények, 1972)
- Janus Pannonius-kultusz Pécsett a XX. században (Baranyai Művelődés, 1972; Jelenkor, 1972; Janus Pannonius-tanulmányok; Budapest, 1975)